# Canton d'Orvault
Le canton d'Orvault est une ancienne circonscription électorale française, située dans le département de la Loire-Atlantique (région Pays de la Loire).

## Histoire
Le canton avait été créé en 1982.
| Période | Période | Identité            | Étiquette | Qualité |
| ------- | ------- | ------------------- | --------- | --- |
| 1982    | 1998    | André Louisy        | UDF       | Cadre enseignant Maire d'Orvault (1983-2001), Député suppléant de Joseph-Henri Maujoüan du Gasset (1978-1986) et de Monique Papon (1988-1997)                                   |
| 1998    | 2004    | Jean-Claude Lebossé | PS        | Inspecteur général de l'Éducation Nationale chargé de l'enseignement technique et professionnel, conseiller municipal d'Orvault Suppléant du député Patrick Rimbert (1997-2002) |
| 2004    | 2015    | Joseph Parpaillon   | DVD       | Cadre supérieur Maire d'Orvault (2001-2020) |

## Composition
Les données présentées sont issues des études de l'Insee.
| Nom                 | Code Insee | Intercommunalité | Superficie (km2) | Population (dernière pop. légale) | Densité (hab./km2) |
| ------------------- | ---------- | ---------------- | ---------------- | --------------------------------- | ------------------ |
| Orvault (chef-lieu) | 44114      | Nantes Métropole | 27,67            | 25 305 (2014)                     | 915                |
| Sautron             | 44194      | Nantes Métropole | 17,28            | 7 350 (2014)                      | 425                |

## Démographie
| 1982 | 1990   | 1999   | 2006   | 2011   | 2012   |
| ---- | ------ | ------ | ------ | ------ | ------ |
| -    | 29 141 | 30 378 | 31 027 | 31 501 | 31 750 |